# Entada spinescens
Entada spinescens är en ärtväxtart som beskrevs av John Patrick Micklethwait Brenan. Entada spinescens ingår i släktet Entada och familjen ärtväxter. Inga underarter finns listade i Catalogue of Life.